# Ippei Watanabe
Ippei Watanabe (jap. 渡辺 一平 Watanabe Ippei; ur. 18 marca 1997 w Tsukumi) – japoński pływak specjalizujący się w stylu klasycznym, były rekordzista świata na 200 m żabką, brązowy medalista mistrzostw świata.

## Kariera pływacka
W 2014 roku podczas igrzysk olimpijskich młodzieży w chińskim Nankin z czasem 2:11,31 min zdobył złoty medal na dystansie 200 m stylem klasycznym.
Dwa lata później na igrzyskach olimpijskich w Rio de Janeiro w półfinale 200 m żabką ustanowił nowy rekord olimpijski uzyskując czas 2:07,22. W finale tej konkurencji uplasował się na szóstym miejscu z czasem 2:07,87. W eliminacjach 100 m stylem klasycznym zajął 18. miejsce i nie awansował do półfinału.
W styczniu 2017 r. ustanowił rekord świata w konkurencji 200 m stylem klasycznym, uzyskawszy czas 2:06,67.
Podczas mistrzostw świata w Budapeszcie na dystansie 200 m żabką wywalczył brązowy medal z czasem 2:07,47. W konkurencji 100 m stylem klasycznym zajął 22. miejsce (1:00,26).